# Гельд, Павел Владимирович
Павел Владимирович Гельд  (1911—1993) — советский учёный физико-химик, доктор технических наук (1950), член-корреспондент АН СССР (1970).
Автор более 600 печатных работ, в том числе 10 монографий, имел 20 авторских свидетельств.

## Биография
Родился 7 декабря (20 декабря по новому стилю) 1911 года в Киеве в семье юриста.
В 1938 году окончил Уральский политехнический институт по специальности «Технология электрохимических производств». В 1937—1941 годах работал в Уральском научно-исследовательском химическом институте и одновременно в Уральском политехническом институте.
Участник Великой Отечественной войны — в 1941—1942 годах в звании лейтенанта воевал на Ленинградском фронте в качестве артиллериста-разведчика, был тяжело ранен 6 июля 1942 года. Награжден орденами Красной Звезды (06.11.1942), Отечественной войны I степени (01.08.1986).
После демобилизации по ранению в 1943 году вернулся в Уральский политехнический институт, где занялся преподавательской работой и в том же году защитил кандидатскую диссертацию; через два года был утвержден в ученом звании доцента. В 1950 году Павел Владимирович защитил докторскую диссертацию по проблемам физической химии высокотемпературных металлургических процессов и в 1952 году возглавил кафедру общей физики, руководил ею 32 года.
Организовал и был научным руководителем проблемной лаборатории «Теплофизические свойства металлов и сплавов». Совместно с О. А. Есиным написал фундаментальный двухтомный труд «Физическая химия пирометаллургических процессов» (1950—1954), отмеченный премией им. академика А. Н. Баха. Основные исследования П. В. Гельда были посвящены разработке физико-химических проблем пирометаллургических процессов. Подготовил 12 докторов и более 120 кандидатов наук.
Лауреат Государственной премии СССР (1982) за цикл работ «Исследование строения, свойств и взаимодействия металлургических расплавов», также награждён орденом «Знак Почёта» и медалями. Был председателем Научного Совета по теплофизике и теплоэнергетике Уральского научного центра АН СССР, входил в состав редакционной коллегии журнала «Известия Вузов. Физика».
Умер 1 ноября 1993 года в Екатеринбурге, похоронен на Широкореченском кладбище рядом с женой Евдокией Алексеевной (1912—1988).